# گیلدرلند (هملت)، نیویورک
گیلدرلند (به انگلیسی: Guilderland) یک منطقهٔ مسکونی در ایالات متحده آمریکا است که در نیویورک واقع شده‌است.